# Proton Satria
 (novembre 2015).
Si vous disposez d'ouvrages ou d'articles de référence ou si vous connaissez des sites web de qualité traitant du thème abordé ici, merci de compléter l'article en donnant les références utiles à sa vérifiabilité et en les liant à la section « Notes et références ».
La Proton Satria est une automobile lancée en 1995 par le constructeur automobile de Malaisie Proton depuis 1995. La première génération est une Mitsubishi Mirage rebadgée et en 2006, la nouvelle génération est apparue et s'appelle désormais Satria Neo.

## Liens
- Proton Wira